# 山浦記義
山浦 記義（やまうら きよし、1961年9月20日 - ）は、大阪府出身のプロゴルファー。
息子の山浦一希もプロゴルファー。

## 来歴
中学時代にテニスで大阪府チャンピオンとなった経歴を持ち、中学3年生の時に友人に誘われたのをきっかけにゴルフを始めた。練習場で毎日ボールを打ち、1週間後にコースデビューを果たし、50、42の92というスコアでラウンドして以来、92より悪いスコアが出たことがないと後に山浦は語っている。
1978年春に当時、年2回行われていたプロテストに合格し、ゴルフ歴僅か1年3ヶ月での快挙、16歳11ヶ月の史上最年少プロゴルファーとなる。「絶対に最年少プロになろう」と誓って和歌山県内のゴルフ場でキャディをしながら練習し、中村通の17歳を抜き、念願を叶えた。同年の秋の部では、中尾豊健、飯合肇、泉川ピートが合格している。その後は石川遼が16歳3ヶ月という最年少でのプロ入り記録を更新したものの、30年以上の間、最年少プロの記録を保持し続けた。
1980年の表蔵王国際東北オープンでは初日を浅井教司・小山洋明・田中文雄・吉武恵治と並んでの4位タイでスタートし、1985年のかながわオープンでは最終日に井上幸一と共に69をマークして安田春雄・新関善美と並んでの6位タイに入った。
プロ入り後はトーナメントで思うような結果を残せず、焦りからなのかスウィングを崩すことになってツアーからの撤退を決意し、1990年の関西オープンを最後にレギュラーツアーから引退。
30歳でレッスンへの道を歩み始め、現在はスクールでジュニアを中心に指導を行っている。　